# Die Eingeschlossenen
Die Eingeschlossenen (Originaltitel: I sequestrati) ist die von Carlo Ponti produzierte und 1962 herausgebrachte Verfilmung des gleichnamigen Theaterstücks von Jean-Paul Sartre. Unter der Regie von Vittorio De Sica spielen Pontis Ehefrau Sophia Loren, Maximilian Schell, Fredric March und Robert Wagner die Hauptrollen.

## Handlung
Hamburg-Altona um 1959. In einer hochherrschaftlichen Villa an der Elbchaussee residiert die Industriellen-Familie von Gerlach. Patriarch ist der Werftbesitzer Albrecht von Gerlach, seine beiden Kinder sind der Sohn Werner und die Tochter Leni. Es gibt noch einen zweiten Sohn namens Franz von Gerlach, doch der gilt seit dem Ende des Zweiten Weltkriegs als tot. Was niemand außerhalb der vier Wände weiß: Franz, der schon sehr wirr im Kopf sein soll und sich auf einen imaginären Prozess im 30. Jahrhundert vorbereitet, wird seit 13 Jahren von der Familie im Dachgeschoss des Hauses versteckt gehalten. Er trägt noch immer seine Offiziersuniform der Wehrmacht und gilt wegen begangener Erschießungen und Folterungen in der Sowjetunion als Kriegsverbrecher. Albrecht und Leni von Gerlach wollen ihn vor dem Zugriff der Justiz schützen und suggerierten ihm, dass Deutschland noch immer in Schutt und Asche liege. Inzwischen hat Franz Johanna kennengelernt, die Ehefrau seines jüngeren Bruders Werner, der auf Wunsch des kranken Vaters die Leitung der Firma übernehmen soll, wegen deren engen Verbindungen zum untergegangenen NS-Regime aber zögert.
Johanna ist eine ebenso attraktive wie engagierte Theaterschauspielerin, die bevorzugt in Brecht-Stücken auftritt und bislang nichts von dem „verschollenen“ Bruder Werners wusste. Die beiden befreunden sich nach und nach miteinander. Johanna öffnet Franz die Augen und erzählt ihm, dass Nachkriegsdeutschland geteilt und die westliche Hälfte ein prosperierendes Land geworden ist. Sie ist erschüttert darüber, dass ihr Schwiegervater und auch ihre Schwägerin Leni sie und auch Franz stetig belogen haben, und in Franz brennt der Wunsch, aus seinem Eingeschlossenen-Dasein auszubrechen und die ihm verheimlichte Außenwelt endlich kennenzulernen. Eines Abends wagt Franz den Ausbruch und geht durch die Stadt. Hamburg glitzert und glänzt, und Franz kommt aus dem Staunen nicht mehr heraus, ist aber auch zutiefst verbittert über die jahrelangen Lügen, denen man ihn ausgesetzt hat. Prompt gerät er in die Hände der Polizei und wird verhaftet. Johanna kann ihn  aufspüren und seine Entlassung aus dem Polizeigewahrsam erreichen. Auf der familieneigenen Werft kommt es zu einer finalen Auseinandersetzung zwischen Vater und Sohn, bei der beide von einem Gerüst in die Tiefe stürzen.

## Produktionsnotizen
Mit den Dreharbeiten zu Die Eingeschlossenen sollte ursprünglich im Januar 1962 begonnen werden. Zu diesem Zeitpunkt standen neben Sophia Loren noch Alec Guinness und Kirk Douglas auf der Besetzungsliste. Die Dreharbeiten (Außenaufnahmen) fanden im Frühling 1962 in Hamburg (u. a. in der Mönckebergstraße sowie vor dem Springer-Hochhaus) wie auch im Schulauer Fährhaus zu Wedel und in Schloss Tremsbüttel (beides in Schleswig-Holstein) statt. Die Werftszenen sollten ursprünglich auf der Hamburger Werft Blohm + Voss entstehen, doch erhielt man dafür keine Genehmigung. „Herrn Georg Blohm gefiel die Ideologie des Sartre-Stückes nicht“, wusste Produktionsassistent Jerzy Macc zu berichten. Stattdessen wurde auf der Howaldt-Werft gedreht. Die Herstellungskosten sollen sich auf etwa 6,4 Millionen DM belaufen haben. Ezio Frigerio entwarf die Bauten, Pier Luigi Pizzi die Kostüme. Die Uraufführung fand am 30. Oktober 1962 in Mailand statt.
Die Prüfer der FSK standen gerade unter dem Eindruck der Medienproteste gegen den fast gleichzeitig erschienenen italienischen Film Die vier Tage von Neapel. Der Vertreter der Verleihfirma bat von sich aus den Ausschuss, einige Textschnitte vorzunehmen und eine Szene mit Franz Josef Strauß zu entfernen, damit er als Verleiher der Produktionsfirma gegenüber „einen festeren Stand“ habe. Die FSK-Prüfer beanstandeten nach der Vorführung mehrere Szenen, insbesondere die Kritik des Sohnes des Großindustriellen an Flick und Krupp und seine Aussage: „Jedesmal wenn ich einen Mercedes-Benz sehe, rieche ich den Gestank des Gasofens.“ Die Mehrheit des Arbeitsausschusses befand, dies sei „nichts anderes als Hetzpropaganda in ostzonalem Jargon“, und setzte sich damit über den Einwand eines Prüfers hinweg, durch eine solche Auflage könne man in den Ruf geraten, „daß die FSK nazistisch anfällig sei.“
Die deutsche Erstaufführung war am 6. September 1963 in Mannheim. Kurz danach wurden die Auflagen der Selbstkontrolle für die Freigabe durch eine gezielte Indiskretion öffentlich. Dies löste in zahlreichen Presseartikeln heftige Proteste gegen die „Zensur“ der FSK aus. Eine indirekte Folge dieser Proteste war, dass die verunsicherten Prüfer der FSK den zuvor völlig verbotenen Film Die vier Tage von Neapel nun doch freigaben. In Österreich lief Die Eingeschlossenen am 8. November 1963 an.
Sophia Loren erhielt für ihre Leistung 1963 den gerade erst auf den Burda Verlag übergegangenen Bambi-Preis. Im selben Jahr wurde Vittorio De Sica mit dem David-di-Donatello-Preis als bester Regisseur ausgezeichnet.

## Kritik
„‚Der Schmutz der Vergangenheit‘ – so sagt De Sica – ‚existiert noch immer. Westdeutschland ist noch immer vom Nationalsozialismus durchsetzt‘. In einem glänzenden Plädoyer, das um das Drama von Sartre herumgebaut wurde, wirft De Sica einen zutiefst gnadenlosen aber verzweifelt lebendigen und strengen Blick (...). Andere Male gefällt sich der Film im theatralischen Handlungsablauf, aber die Worte wirken wie fremd und stehen nicht im Fokus wie im Drama.“

Paimann’s Filmlisten resümierte: „Die Atmosphäre ist von seltener Dichte.“

„Unglücklicherweise hat [der Drehbuchautor] Mr. Mann es verabsäumt, einen Zusammenhang zu diesem melodramatischen Bogen zu schaffen oder das Ganze mit irgendeinem Gefühl scharfsinniger oder sympathischer Art anzureichern. So ist das Einzige, was wir in diesem grimmigen Film bekommen, die große Schauspielkunst von Herrn Schell vis-à-vis einer merkwürdig abstrakten Miss Loren und dem Industriellenmagnaten von Vater, eindringlich gespielt von Fredric March. Ich fürchte, Die Eingeschlossenen müssen dazu verdammt werden, ein enttäuschender Film zu sein und das bei all dem fröstelnd machenden Gefühl für das industrielle Deutschland, das Herr De Sica in diesen Film miteinfließen ließ.“

„Verfilmung eines Bühnenstücks von Sartre: Der innere Verfall einer Großindustriellenfamilie vor dem Hintergrund der unbewältigten deutschen Vergangenheit. Trotz mancher unmöglichen Konstruktion (und von der FSK wie vom Verleih vorgenommener Veränderungen) kann das dialektisch tiefgründige, aber menschlich kalte Drama zumindest nachdenklich machen.“